# Обиход Микола Сергійович
Мико́ла Сергі́йович Обихо́д (15 квітня 1956, Веселівка, Коростенський район, Житомирська область) — працівник правоохоронних органів України, державний радник юстиції 2 класу (1999), генерал-лейтенант юстиції, заступник Голови Служби безпеки України (2003–2005), заслужений юрист України (1999), почесний працівник прокуратури України.
Відомий розслідуванням резонансних кримінальних справ (відносно президента Чорноморського морського пароплавства Кудюкіна, керівників банку «Діамантбанк» та «Укрінвалютторгу», колишнього Прем'єр-міністра України Лазаренка та його співучасників). Розслідував контрабанду крилатих ракет до Ірану (2001), зірвав підготовку провокації в Києві з залученням кандидата у Президенти Російської Федерації Рибкіна (2004). Під його керівництвом у 1990-х роках припинена та розслідувана кривава діяльність найбільш масштабного серійного вбивці в Україні — Онопрієнка, розслідувані вбивства народних депутатів України Щербаня та Гетьмана.

## Біографія
Народився 15 квітня 1956 (с. Веселівка, Коростенський район, Житомирська область). Українець. Батько Сергій Миколайович (1919–1984) — робітник; мати Ольга Федорівна (1923) — пенсіонер; дружина Наталія Володимирівна (1959); дочка Віталіна (1984).
Освіта: Юридичний факультет Київського університету ім. Т. Шевченка (1976–1981).
У 1973–1974 р.р. — слюсар Коростеньського заводу хімічного і нафтового машинобудування.
У 1974–1976 р.р. — дійсна строкова служба у Збройних Силах СРСР.
У 1981 році закінчив Київський державний університет за спеціальністю правознавство.
У 1981–1992 р.р працював в органах прокуратури Житомирської області на посадах слідчого прокуратури району, старшого слідчого прокуратури міста, старшого слідчого та слідчого в особливо важливих справах прокуратури області.
У 1992–1995 р.р. працював у Генеральній прокуратурі України на посадах слідчого в особливо важливих справах, начальника слідчого відділу — заступника начальника управління по розслідуванню особливо важливих справ.
У 1995 році — заступник Генерального прокурора України — начальник Головного управління з розслідування особливо важливих справ.
З грудня 1995 року по 1998 рік — заступник начальника Головного слідчого управління, начальник управління з розслідування особливо важливих справ.
З 1998 по 2002 рік — заступник Генерального прокурора України — начальник управління з розслідування особливо важливих справ Генеральної прокуратури України.
З січня по грудень 2003 року — голова наглядової ради Міжнародного благодійного фонду ветеранів Збройних сил та правоохоронних органів «Бойове братерство».
З 2003 по 2005 рік — заступник Голови Служби безпеки України.
У липні 2005 року звільнений у запас Служби безпеки України.
У 2006 році балотувався в народні депутати України від партії «Трудова Україна», № 2 в списку.
На даний час М. С. Обиход — віцепрезидент Громадської організації «Центр стратегічних досліджень та аналізу»; перший заступник голови Всеукраїнської громадської організації «Сила і Честь».